# Йозеф Піллхофер

Йозеф Піллхофер у своїй майстерні. 1952

Йозеф Піллхофер — австрійський скульптор.
Піллхофер навчався у таких майстрів, як Фріц Вотруба, Герберт Бьокль, Осип Цадкін.
Навчаючись в Академії Ґранд-Шом'єр, досліджував кубізм і, зокрема, Жака Ліпшиця, Олександра Архипенка, Анрі Лорана та контактував із майбутньою плеядою знакових скульпторів — Константін Бранкузі, Жермен Решьє, Альберто Джакометті.
Творив у Парижі та Відні, головною концепцією вважав виразність і лаконічність.
Твори експонуються у віденських музеях, зокрема у Військово-історичному музеї, Музеї Леопольда та у приватних музеях і колекціях. У поселенні Нойберг-ан-дер-Мюрц, Штирія, скульптор відкрив мистецький хол своїх робіт.
З нагоди сторіччя митця австрійська пошта випустила марку, присвячену Йозефу Піллхоферу з його твором — оголеною жінкою — «Та, що купається».